# Tie-in
Tie-in je původem americký výraz (z angl. tie in - připojit), kterým se označují takové produkty, kdy koupě jednoho z nich vytváří podmínky pro prodej druhého výrobku. Je to způsob, jak vzájemně podpořit prodejnost dvou souvisejících výrobků a zvýšit tak celkové prodeje dodatečnými příjmy z druhého výrobku.

## Specifikace
Je to propagační taktika, která umožňuje dvěma produktům, aby se vzájemně podporovaly za účelem získat více pozornosti, zviditelnit se v prodejních místech, podpořit prodej nebo proniknout na nové trhy. Tie-in se často provádí pomocí in-pack či on-pack kupónů pro výrobek dané značky s vyšším postavením, avšak mohou zahrnovat i výrobky různých značek. Myšlenkou je spojit nabídku dvou příbuzných produktů tak, aby upoutaly pozornost podobné cílové skupiny zákazníků, ke kterým by se produkty samostatně nedostaly. Tie-in se používá u běžného zboží, zejména u potravin a nápojů, ale nyní se stále častěji využívá pro spotřební elektroniku, oblečení a v zábavním průmyslu.

## Proč používat tie-in?
Hlavním důvodem pro použití tie-in strategie je zasáhnout cílovou skupinu zákazníků přímo na místě prodeje (kde se velká část zákazníků rozhoduje, zda vůbec produkt koupí). Produkty užívající tie-in se snaží využít hodnoty značky jejich partnera. Například může jít o menší společnost, která se snaží těžit z reputace jejich partnera, ale často to bývají dvě stejně velké společnosti s podobným postavením. Tie-in také často vytváří příležitosti pro cross-merchandising.
Spojená propagace produktů, reklama, PR a další aktivity, přinášejí efektivnější využití nákladů a rozpočet může být větší než u samostatného produktu. Partnerství daných výrobků má v tomto smyslu často za následek větší dopad na zákazníky, než kdyby se produkty prodávaly separátně.
Tie-in představuje způsob, jak odměnit věrné zákazníky nebo přilákat nové. Konkrétně tento typ propagace a prodeje je dobrou cestou pro zvýšení konkurenceschopnosti společnosti bez snižování cen jejich výrobků. Místo znehodnocování své značky slevami, zaujmout pozornost zákazníka například kupónem, na kterém stojí „ušetřete 30% na druhý výrobek“, který ve výsledku působí naopak jako přidaná hodnota.

## Typy tie-in
Tie-in se vyskytuje v různých variacích a velikostech, kde nejběžnější jsou:

- Brand-to-brand tie-ins – zahrnují propagace, kde ze sebe těží obě značky navzájem (například gurmánská hořčice a párečky)
- Multibrand tie-ins – mohou zahrnovat až 20 či 30 partnerů při jednom nákupu
- Coupon and sampling programs – jsou programy používající kupóny na partnerský výrobek či obsahující vzorky partnerské produktu [2]

## Využití tie-in
Nejvíce se tento výraz vžil ve filmovém a herním průmyslu, kde se často využívá například ve formě videohry na motivy filmu, s nímž je uvedena do prodeje prakticky ve stejnou dobu či v řádu pár týdnů po premiéře. Návštěvníci kina, kterým se film líbil, si tak mohou zážitek z něj zopakovat při hraní doma a naopak milovníky počítačových her naláká hra jít se na snímek podívat do kina.

### Knihy
Dalším typickým příkladem tie-in strategie jsou knižní zpracování. V tomto případě se může jednat například o již existující knihu, která je nově propagována jako původní předloha úspěšného filmu či seriálu. V tomto případě také občas dochází k vydání speciálního reprintu knihy s novým obalem. Také se ale může jednat o zcela novou knihu, napsanou podle filmové či seriálové předlohy.

### Herní odvětví
Také videohry bývají občas založené na populárních franšízách pocházejících např. z populárních filmů, komiksů, knih. Takovouto kombinací tak hra získává více pozornosti od fanoušků, ale také dodává uživatelům větší zážitek díky již známému prostředí a postavám. Jak se v minulosti ukázalo, v praxi však bývají tie-in videohry často nepříliš úspěšné, hlavně díky uspěchané produkci, či špatným rozhodnutím při návrhu hry.

### Film, hudba
Mezi další produkty, prodávající se díky úspěšnosti filmu patří soundtracky, speciální edice DVD nebo knihy o vzniku filmu.
Plakáty, odznáčky, hračky a další sběratelské předměty, oblečení nebo doplňky s logem, limitované edice potravin (např. limonády, sladkosti či fast food). To jsou další z podob tie-in produktů.
Ukázkovým příkladem efektivního využití tie-in produktů jsou série jako Pán Prstenů, Star Wars nebo Twilight. Tržby z těchto filmů/knih byly navýšeny prodejem reprintů, plakátů, kostýmů, sběratelských postaviček a mnoha dalších. 